# Институт истории имени Шигабутдина Марджани
Институт истории имени Шигабутдина Марджани Академии наук Республики Татарстан (тат. Татарстан Республикасы Фәннәр академиясенең Шиһабетдин Мәрҗани исемендәге Тарих институты) сокр. Институт истории им. Ш. Марджани АН РТ, Институт истории АН РТ) — региональное научно-исследовательское учреждение в структуре Академии наук Республики Татарстан, занимающееся широким кругом исследований в области истории татарского народа и Татарстана.

## История
Институт истории Академии наук Республики Татарстан создан Указом Президента Республики Татарстан М. Ш. Шаймиева (за № VII-354 от 14 июня 1996) на базе отделов истории, этнографии, археологии, истории общественной мысли и исламоведения Института языка, литературы и истории им. Г. Ибрагимова с целью стимулирования научных исследований в области истории Татарстана и татарского народа, подготовки высококвалифицированных кадров.
17 февраля 1997 года Постановлением Кабинета министров РТ Институт получил юридический статус и утверждённое штатное расписание. Директором Института утверждён Рафаэль Сибгатович Хакимов. В феврале 2002 года в целях увековечения памяти выдающегося татарского учёного, просветителя, религиозного и общественного деятеля Институту истории было присвоено имя Шигабутдина Марджани.
В 2014 году Постановлением Кабинета Министров РТ (от 16.10.2014 г. № 763) функции и полномочия учредителя Института истории им. Ш. Марджани были переданы Министерству образования и науки Республики Татарстан, а научно-методическое руководство деятельностью — Академии наук Республики Татарстан.
Научные исследования Института истории им. Ш. Марджани во многом стали продолжением традиций основоположников национальной исторической науки — Шигабутдина Марджани, Каюма Насыри, Ризы Фахретдина, Хасан-Гаты Габяши, Хади Атласи, Газиза Губайдуллина и ряда других учёных XIX — начала XX века.
Институт является учредителем Российского исламского университета, а также базовым учреждением Геральдического совета при Президенте РТ. В 2014 году на базе Национального центра археологических исследований Института истории АН РТ и музея археологии РТ было создано обособленное подразделение Академии наук Республики Татарстан Институт археологии им. А. Х. Халикова.
С 2014 года Институт истории им. Ш. Марджани совместно с Институтом языка, литературы и истории им. Г. Ибрагимова, в рамках проводимой Национальным музеем Республики Татарстан разработки общей проблемы «Археология Татарстана: сохранение, история изучения, музеефикация», принимает деятельное участие в создании в г. Болгар музея тюрко-татарской письменности.
В 2014 году в г. Бахчисарае был создан Крымский научный центр Института истории АН РТ, целью которого является изучение и сохранение наследия крымских татар и других народов Республики Крым, поиск архивных материалов, расширение археологических исследований, издание фундаментальных трудов по истории и культуре Крыма. В 2015 году в г. Санкт-Петербург был создан Северо-Западный научный центр им. Л. Н. Гумилёва Института истории АН РТ.
В 2016 году 7-томное академическое издание «История татар с древнейших времён», подготовленное сотрудниками Института истории им. Ш. Марджани (с привлечением российских и зарубежных учёных), было отмечено Государственной премией РТ в области науки и техники.

## Руководители
С 1996 по 2020 год директором Института являлся доктор исторических наук, действительный член Академии наук Республики Татарстан Рафаиль Сибгатович Хакимов.
9 июня 2020 года исполняющим обязанности директора Института назначен доктор исторических наук, академик АН РТ Салихов Радик Римович.

## Структура Института
- отдел Новейшей истории
- отдел Новой истории
- отдел Истории религий и общественной мысли
- отдел Этносоциологических исследований
- отдел Истории татаро-булгарской цивилизации
- Центр истории и теории национального образования
- Центр изучения истории и культуры татар-кряшен и нагайбаков
- Центр исследований Золотой Орды и татарских ханств им. М. А. Усманова
- Центр историко-культурного наследия народов Республики Татарстан
- Крымский научный центр
- Северо-Западный научный центр им. Л. Н. Гумилёва

## Сотрудники
- Алишев Салям Хатыпович
- Валеева-Сулейманова Гузель Фуадовна
- Галлямова Альфия Габдульнуровна
- Измайлов Искандер Лерунович
- Мухаметшин Рафик Мухаметшович
- Салихов Радик Римович

## Список основных работ
- История татар с древнейших времён: В 7 т. — Т. I: Народы степной Евразии в древности. — Казань: Изд-во «Рухият». 2002. — 552 с.
- История татар с древнейших времён: В 7 т. — Т: II. Волжская Булгария и Великая Степь. — Казань: Изд-во «РухИЛ», 2006. — 960 с.
- История татар с древнейших времён: В 7 т. — Т: III. Улус Джучи (Золотая Орда). XIII — середина XV в. — Казань: Институт истории АН РТ, 2009. — 1056 с.
- История татар с древнейших времён: В 7 т. — Т: IV. Татарские государства XV—XVIII вв. — Казань: Институт истории АН РТ, 2014. — 1080 с.
- История татар с древнейших времён: В 7 т. — Т: V. Татарский народ в составе Российского государства (вторая половина XVI—XVIII вв.). — Казань: Институт истории АН РТ, 2014. — 1032 с.
- История татар с древнейших времён: В 7 т. — Т: VI. Формирование татарской нации. XIX — начало XX в. — Казань: Институт истории АН РТ, 2013. — 1172 с.
- История татар с древнейших времён: В 7 т. — Т: VII. Татары и Татарстан в XX — начале XXI в. — Казань: Институт истории АН РТ, 2013. — 1008 с.
- Этнотерриториальные группы татар Поволжья и Урала и вопросы их формирования. Историко-этнографический атлас татарского народа. — Казань: Изд-во ПИК «Дом печати», 2002. — 248 с.

## Периодические издания
- Журнал «Золотоордынское обозрение» («Golden Horde Review»)[6][7].
- Журнал «Историческая этнология» («Historical Ethnology»).
- Журнал «Крымское историческое обозрение» («Crimean historical review»).
- Журнал «Кряшенское исторической обозрение» («Kryashen historical review»).